# (3409) Abramov
(3409) Abramov ist ein Asteroid des Hauptgürtels, der am 9. September 1977 vom russischen Astronomen Nikolai Stepanowitsch Tschernych am Krim-Observatorium in Nautschnyj (IAU-Code 095) entdeckt wurde.
Der Asteroid ist Mitglied der Koronis-Familie, einer Gruppe von Asteroiden, die nach (158) Koronis benannt ist.
Der Asteroid wurde nach dem sowjetischen Schriftsteller Fjodor Alexandrowitsch Abramow (1920–1983) benannt.